# Daněk mezopotámský
Daněk mezopotámský (Dama mesopotamica) patří mezi nejvzácnější druhy savců. Ve své původní domovině (Izrael a Írán) čelil vyhynutí, avšak díky záchrannému programu realizovanému evropskými zoologickými zahradami od padesátých let 20. století jeho počty úspěšně rostou. Odhaduje se, že ve volné přírodě žije asi 600 až 700 jedinců, dalších cca 250 kusů je chováno v zoo.
V České republice se jejich záchrannému chovu od roku 2012 věnuje Zoologická zahrada Ostrava. Jelikož ve volné přírodě žijí samci i samice odděleně a setkávají se pouze za účelem páření, rozhodla se ostravská zoo pro chov pouze samců, kteří budou tvořit genetický rezervoár tohoto druhu. Dle rozhodnutí koordinátora chovu pak bude zahrada poskytovat geneticky nejvhodnější samce zahradám chovajícím samičí skupiny. Od roku 2023 daňky mezopotámské chová Zoologická zahrada Olomouc, kde dochází i k jejich množení. K datu 28. 6. 2024 se zde narodilo celkem 8 jedincům. Na Slovensku jsou chováni v Zoo Bojnice.

## Prostředí
Tento východní daněk preferuje tamaryškové, pistáciové a dubové lesy. Silnicím se vyhýbá i přes slabý provoz. Toto opatrné chování zároveň omezuje jeho rozšíření. 

## Objev a historické rozšíření
Daněk mezopotámský v době pleistocénu obýval oblasti Levanty (dnešní Sýrie, Izrael, Libanon), Mezopotámie (dnešní Iráku) a pravděpodobně také Anatolie (dnešní Turecko). Existuje teorie, podle které již anatolská populace koexistovala s daňkem evropským.

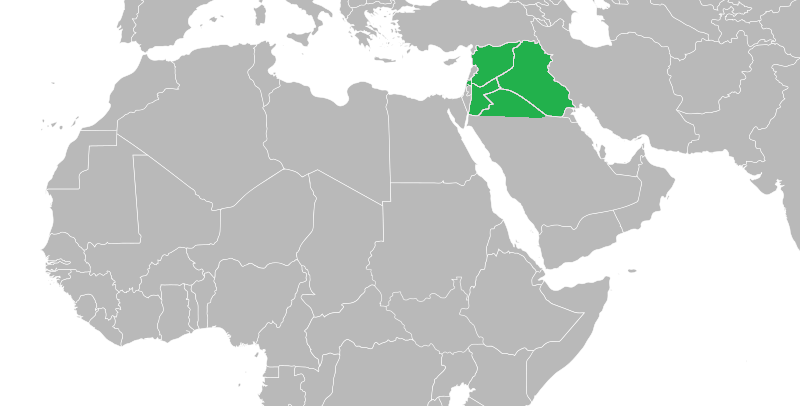
Historické rozšíření daňka mezopotámského

Byl popsán v roce 1875 Sirem Victorem Alexandrem Brookem na základě jednoho exempláře, který byl zastřelen u řeky Karún v jihozápadním Íránu. Ve 40. letech 20. století byl pokládán za vyhynulého. V roce 1955 americký výzkumník Lee Merriam Talbot podnikl cestu do Íránu a do záznamu uvedl, že v husté zalesněné oblasti v provincii Chúzistán žije skupina jelenů, pravděpodobně tentýž druh, který byl pokládán za vyhynulého. Později jeho IUCN výzkum potvrdil německý lovec Werner Trense, který v roce 1957 uviděl stádo mezi řekami Dez a Kerche v Íránu.

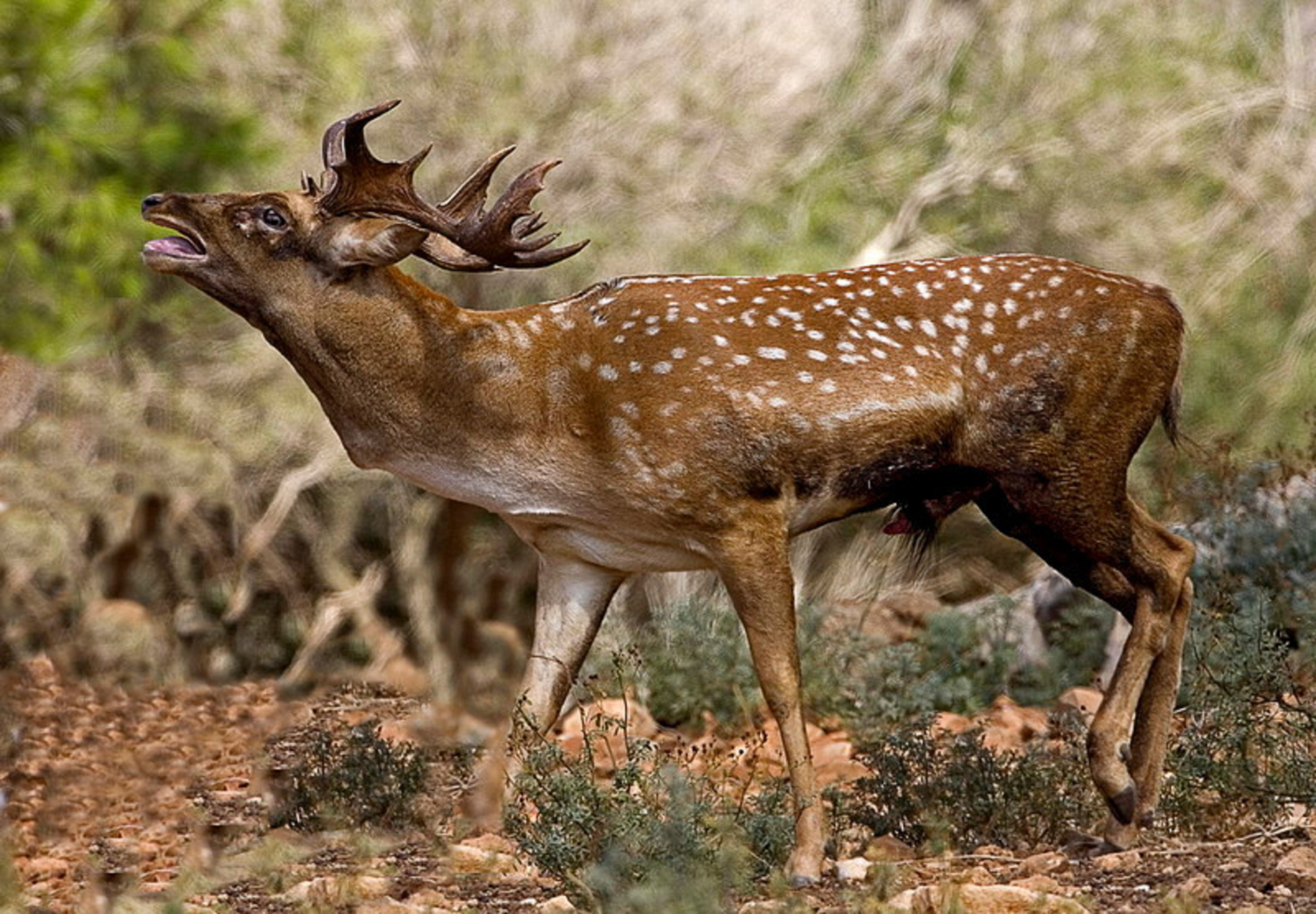
Samec v přírodní rezervaci Mount Carmel Hai

## Ochrana
Krátce po objevu byla zorganizována ochrana tohoto druhů. Íránské ministerstvo zorganizovalo pro perské daňky rezervace  Dez Wildlife Refuge a Karkeh Wildlife Refuge, kde jsou stále chráněny domorodé populace. V evropských zoo dorazili exempláře také do německé zoologické zahrady Opel ZOO pod vedením tehdejšího zakladatele a ředitele George von Opela. 

## Zajímavost
Daněk mezotopámský se také objevil v dokumentárním pořadu pro zoologické zahrady Přežili rok 2000. 